# Pierre Vaultier
Pour les articles homonymes, voir Vaultier.
Pierre Vaultier, né le 24 juin 1987 à Briançon dans les Hautes-Alpes, est un snowboardeur français, spécialiste du snowboardcross, entre 2005 et 2020. Il est double champion olympique de snowboardcross en 2014 aux Jeux olympiques de Sotchi puis en 2018 aux Jeux olympiques de Pyeongchang. Il remporte le titre mondial le 12 mars 2017 à Sierra Nevada et s'adjuge six fois le globe de cristal de sa discipline en Coupe du monde, entre 2008 et 2018. Il annonce la fin de sa carrière sportive en décembre 2020. 

## Carrière

### Débuts internationaux
Il a commencé le snowboard à l'âge de six ans à Serre Chevalier. En 1997, il débute en compétition. Il intègre l'équipe de France jeune en 2004 puis senior un an plus tard. Il a évolué dans le club « Écrins Snowboard » de Puy-Saint-Vincent (Hautes-Alpes). Il a participé aux Jeux olympiques d'hiver de 2006 à Turin et aux X Games en 2007. Le 13 mars 2008, il remporte le globe de cristal de la discipline en terminant second lors de la dernière manche de coupe du monde à Chiesa in Valmalenco. Le 13 décembre 2008, il chute à l'entraînement à Serre Chevalier et souffre d'une fracture lombaire. Opéré à Grenoble, il rate la majeure partie de la saison alors qu'il était en tête de la coupe du monde à la suite de sa victoire lors de la première épreuve de Chapelco en Argentine. Il évolue depuis 2012 dans le club de Snowboard de Serre Chevalier.

### 2010: retour au sommet
Après une saison 2009 marquée par sa blessure, Pierre Vaultier entame la Coupe du monde 2010 à Chapelco en Argentine avec une victoire devant Seth Wescott. Il n'en reste pas là puisqu'il ajoute trois autres victoires cet hiver-là à Telluride, Veysonnaz et au Québec à Stoneham, ainsi qu'une seconde place à Bad Gastein. Ses performances lui permettent à deux étapes de la fin de la coupe du monde de remporter le globe de la spécialité pour la seconde fois de sa carrière, et le désigne logiquement favori des Jeux olympiques de Vancouver. Finalement, il prend la neuvième place à Vancouver. Il remporte cinq manches de Coupe du monde lors de cette saison et se classe second au général de la Coupe du monde de snowboard derrière l'Autrichien Benjamin Karl (7 050 points contre 5 800 points pour le Français).
En 2011, il intègre l'Équipe de France militaire de ski. Il est sergent.
Il termine deuxième du classement général de la Coupe du monde de snowboardcross 2011 au cours d'une saison perturbée par une fracture du péroné droit.
Le 14 mars 2012, il remporte la Coupe du monde de snowboardcross lors de l'épreuve de Valmalenco au cours de laquelle il se fracture l'astragale et la malléole de la cheville droite.
Pierre Vaultier court, depuis le début, de la saison 2012-2013 sous les couleurs de Serre Chevalier, dont il est l'un des principaux ambassadeurs.
Il est étudiant à l'Université Grenoble-Alpes.

### Titres olympiques et mondiaux
Le 21 décembre 2013, il est victime d'une déchirure du ligament croisé antérieur du genou droit lors de la manche de coupe du monde de Lake Louise. Il part alors en rééducation et prend le risque de ne pas se faire opérer afin de tenter de participer aux Jeux olympiques de Sotchi en février 2014. Malgré un genou blessé, il court avec une attelle et remporte le 18 février 2014 la médaille d'or lors de la finale du snowboardcross aux Jeux olympiques de Sotchi et décroche son premier titre olympique. Lors de cette compétition, il remporte tous ses runs et devance le Russe Nikolay Olyunin lors de la finale.
Le 12 mars 2017, il devient pour la première fois de sa carrière champion du monde devant l'Espagnol Lucas Eguibar à l'occasion des Mondiaux de Sierra Nevada, remportant ainsi le dernier titre qui manquait à son palmarès. 
En 2018, il est favori pour obtenir un nouveau titre olympique aux Jeux olympiques de Pyeongchang. Après avoir signé le meilleur temps des qualifications, Pierre Vaultier est impliqué dans une chute collective en demi-finale mais parvient à se relever et à passer la ligne troisième, se qualifiant pour la finale. Il obtient un nouveau titre olympique après une épreuve finale maîtrisée de bout en bout, devançant l'Australien Jarryd Hughes et l'Espagnol Regino Hernández,,,.
Le 30 janvier 2019, Pierre Vaultier est contraint de déclarer forfait pour les championnats du monde organisés à Park City en raison d'une lourde chute sur la tête survenue à l'entraînement. Il décide par la suite de ne pas participer aux dernières étapes de la Coupe du Monde et de mettre fin à sa saison, bien qu'ayant récupéré de la commotion cérébrale dont il avait été victime fin janvier. Cependant, le Français se blesse à nouveau au genou droit en juin et entame alors une longue période de convalescence qui nécessite quatre opérations chirurgicales pour soigner une arthrite à son genou,. Il est absent de la saison de Coupe du Monde 2019-2020 et ne revient sur la piste d'entraînement qu'en février 2020, déclarant à cette occasion qu'il espérait revenir à la compétition pour la saison 2020-2021.

### Retraite et tentative de retour avortée
Le 10 décembre 2020, il annonce qu'il met un terme à sa carrière sportive, souffrant d'une arthrite inflammatoire du genou droit depuis juillet 2019.
Après avoir mis un terme à sa carrière depuis presque un an, il annonce sur son compte Instagram qu’il va faire son retour sur les pistes, en 2021-2022 avec comme objectif de disputer ses cinquièmes Jeux olympiques à Pékin. Mais une contre-indication médicale liée à la prothèse qu'il porte au genou avec un  « cahier des charges » défavorable à la pratique du haut-niveau, débouche sur un problème insoluble d'assurance, ce qui met un terme à ce projet.

### Moniteur snowboard
À partir de la saison d’hiver 2022/2023, il devient moniteur de ski et snowboard au sein de l’ESF.
Il est moniteur à l’ESF de Chantemerle à Serre Chevalier.

## Palmarès

### Jeux olympiques
| Épreuve / Édition   | Snowboardcross |
| JO 2006 Turin       | 35e            |
| JO 2010 Vancouver   | 09e            |
| JO 2014 Sotchi      | Or             |
| JO 2018 Pyeongchang | Or             |

### Championnats du monde
| Épreuve / Édition           | Snowboardcross |
| Mondiaux 2007 Arosa         | 41e            |
| Mondiaux 2009 Gangwon       | Abs.           |
| Mondiaux 2011 La Molina     | 05e            |
| Mondiaux 2013 Stoneham      | 04e            |
| Mondiaux 2015 Kreischberg   | 14e            |
| Mondiaux 2017 Sierra Nevada | Or             |

### Coupe du monde
- 4 gros globe de cristal :
  - Vainqueur du classement snowboard cross en 2012, 2016, 2017 et 2018.
- 2 petits globe de cristal :
  - Vainqueur du classement snowboard cross en 2008, 2010.
- Meilleur classement général : 2e en 2010.
- 81 départs.
- 35 podiums dont 22 victoires en snowboard cross.

#### Différents classements en coupe du monde
| Saison | Général                          | Général                          | Snowboardcross | Snowboardcross |
| Saison | Position                         | Points                           | Position       | Points         |
| ------ | -------------------------------- | -------------------------------- | -------------- | -------------- |
| 2006   | —                                | —                                | 13e            | 1 632          |
| 2007   | 35e                              | 1 700                            | 3e             | 1 700          |
| 2008   | 3e                               | 5 180                            | 1er            | 5 180          |
| 2009   | 69e                              | 1 120                            | 21e            | 1 120          |
| 2010   | 2e                               | 5 800                            | 1er            | 5 800          |
| 2011   | 6e                               | 3 210                            | 2e             | 3 210          |
| 2012   | Épreuve inexistante à cette date | Épreuve inexistante à cette date | 1er            | 3 852          |
| 2013   | Épreuve inexistante à cette date | Épreuve inexistante à cette date | 9e             | 1 548          |
| 2014   | Épreuve inexistante à cette date | Épreuve inexistante à cette date | 55e            | 0115           |
| 2015   | Épreuve inexistante à cette date | Épreuve inexistante à cette date | 14e            | 0600           |
| 2016   | Épreuve inexistante à cette date | Épreuve inexistante à cette date | 1er            | 5 140          |
| 2017   | Épreuve inexistante à cette date | Épreuve inexistante à cette date | 1er            | 4 450          |
| 2018   | Épreuve inexistante à cette date | Épreuve inexistante à cette date | 1er            | 7 460          |
| 2019   | Épreuve inexistante à cette date | Épreuve inexistante à cette date | 40e            | 0145           |
| 2020   | Épreuve inexistante à cette date | Épreuve inexistante à cette date | —              | —              |

#### Détail des victoires
| Saison    | Snowboarcross                                   |
| 2006-2007 | Stoneham                                        |
| 2007-2008 | Valle Nevado Sungwoo Stoneham                   |
| 2008-2009 | Chapelco                                        |
| 2009-2010 | Chapelco Telluride Veysonnaz Stoneham La Molina |
| 2010-2011 | Telluride                                       |

| Saison    | Snowboarcross                    |
| 2011-2012 | Telluride Blue Mountain Stoneham |
| 2012-2013 | Sierra Nevada                    |
| 2015-2016 | Feldberg Sunny Valley            |
| 2016-2017 | Feldberg La Molina Veysonnaz     |
| 2017-2018 | Feldberg Bansko                  |

### Autres victoires

#### Championnat de France
- : Vainqueur en 2005, 2007, 2010, 2011, 2016 et 2018.

#### Derby de La Meije
- 2011 : Vainqueur du Derby de La Meije (snowboard).

## Décorations
- Chevalier de l'ordre de la Légion d'honneur[26]
- Officier de l'Ordre national du Mérite en 2018[27]